# جینجین، وسترن استرالیا
جینجین (به انگلیسی: Gingin) یک شهرک در استرالیا است که در استرالیای غربی واقع شده‌است.